# کوسای، شیزوئوکا
کوسای در استان شیزوئوکا در کشور ژاپن واقع شده‌است که دارای جمعیت ۴۴٬۵۴۵ نفر و مساحت ۵۵٫۰۸ کیلومتر مربع با تراکم جمعیت ۸۰۹ نفر در کیلومترمربع است و در تاریخ ۱ ژانویه ۱۹۷۲ به عنوان شهر شناخته شد.